# Églises catholiques indépendantes
Les Églises catholiques indépendantes sont des communautés chrétiennes qui s'identifient comme catholiques, revendiquent une succession apostolique et ne font pas partie de l'Église catholique romaine. Elles incluent les Églises vieilles-catholiques.  
Bernard Vignot et Frédéric Luz utilisent le terme d'Église parallèle pour parler du phénomène plus large du mouvement sacramentel indépendant (en).

## Prétentions à la papauté
Magnus Lundberg, chercheur de l'Université d'Uppsala, dénombre environ une vingtaine d'« autres papes ».

## Personnes notoires
- Petrus Codde (1648-1710)
- Dominique-Marie Varlet (1678-1742)
- Corneille Stevens (1747-1828)
- Bernard-Raymond Fabré-Palaprat (1773-1838)
- Ferdinand François Châtel (1795-1857)
- Hyacinthe Loyson (1827-1912)
- Ernest Houssay dit l'Abbé Julio (1844-1912)
- Joseph-René Vilatte (1854-1929)
- Arnold Mathew (1852-1919)
- Louis-Charles Winnaert (1880-1937)
- Michel Collin (Clément XV) (1905-1974)
- Maurice Cantor (1921-2016)
- Mario Cornejo (1927-2015)
- Rómulo Antonio Braschi (en) (1941-), Danube Seven (en) (sept femmes ordonnées prêtres sur un bateau sur le Danube en 2002)
- Sinéad O'Connor (1966-2023), vers 1999 dans une "église irlandaise orthodoxe, catholique et apostolique"